# Klub Sportowy AZS Częstochowa Sportowa 2012-2013
Questa voce raccoglie le informazioni riguardanti il Klub Sportowy AZS Częstochowa Sportowa nelle competizioni ufficiali della stagione 2012-2013.

## Organigramma societario
Area direttiva
- Presidente: Roman Lisowski

Area tecnica
- Allenatore: Marek Kardoš

## Rosa
| N° | Nome              | Ruolo | Data di nascita  | Nazionalità sportiva |
| -- | ----------------- | ----- | ---------------- | -------------------- |
| 1  | Damian Wdowiak    | S/O   | 4 maggio 1992    | Polonia              |
| 2  | Adrian Hunek      | C     | 28 ottobre 1985  | Polonia              |
| 3  | Srećko Lisinac    | C     | 17 maggio 1992   | Serbia               |
| 4  | Mariusz Marcyniak | C     | 5 marzo 1992     | Polonia              |
| 5  | Andrzej Stelmach  | P     | 15 agosto 1972   | Polonia              |
| 6  | Dawid Murek       | S     | 24 luglio 1977   | Polonia              |
| 7  | Michał Kaczyński  | S     | 6 febbraio 1993  | Polonia              |
| 10 | Miłosz Hebda      | S     | 11 marzo 1991    | Polonia              |
| 12 | Grzegorz Bociek   | S/O   | 6 giugno 1991    | Polonia              |
| 13 | Adrian Szlubowski | S/O   | 14 luglio 1987   | Polonia              |
| 14 | Marcin Janusz     | P     | 31 luglio 1994   | Polonia              |
| 16 | Kacper Piechocki  | L     | 17 dicembre 1995 | Polonia              |
| 17 | Jakub Bik         | L     | 17 febbraio 1992 | Polonia              |